# Средновековна комуна
Вижте пояснителната страница за други значения на Комуна.
Средновековните комуни (или общини) са форма на местно самоуправление, която се възприема от много градове и райони през Средните векове в Западна Европа.
Сведения за първите комуни са документирани от края на 11 и началото на 12 век, след това те се превръщат в широко разпространено явление. Средновековните комуни възникват и се развиват в най-голяма степен в Централна и Северна Италия, където те са били фактически градове-държави с управление, изградено на основата на частична демокрация.